# جيمس ثيودور بنت
جيمس ثيودور بنت (30 مارس 1852-5 مايو 1897) مستكشفً وعالم آثار ومؤلفً إنجليزيً. زار عدة الدول في الشرق الأوسط وافريقيا، أبرزها الشام والبحرين وسلطنة عمان واليمن واثيوبيا.

## سيرته
جيمس ثيودور بينت هو ابن جيمس بنت من منزل بيلدون، بالقرب من برادفورد، يوركشاير، حيث ولد. تلقى تعليمه في مدرسة ريبتون مدرسة ريبتون وكلية وادهام، أكسفورد حيث تخرج عام 1875. في عام 1877 تزوج من مابيل هول-داري وأصبحت رفيقته، المصور وكاتب اليوميات في جميع أسفاره. كان يسافر إلى الخارج كل عام وأصبح على دراية كاملة بـ إيطاليا واليونان. في عام 1879 نشر كتابًا عن جمهورية سان مارينو بعنوان A Freak of Freedom ، وأصبح مواطنًا في سان مارينو؛ في العام التالي ظهرت جنوة: كيف ارتفعت الجمهورية وسقطت، وفي عام 1881 ظهرت حياة جوزيبي غاريبالدي. قضى وقتًا طويلاً في أرخبيل بحر إيجة، والذي كتب عنه في سيكلاديز؛ أو، الحياة بين الإغريق الجزريين (1885).

### البحث الآثري
من هذه الفترة كرست بنت نفسه خاصة للبحث الآثاري. تم التخلي عن السنوات 1885-1888 للتحقيقات في آسيا الصغرى، وتم نقل اكتشافاته واستنتاجاته إلى مجلة الدراسات الهيلينية والمجلات والمراجعات الأخرى. في عام 1889، أجرى حفريات في جزر البحرين من الخليج العربي، ووجد دليلًا على أنها كانت موطنًا بدائيًا للحضارة الفينيقية. بعد رحلة استكشافية في عام 1890 إلى Cilicia Trachea ، حيث حصل على مجموعة قيّمة من النقوش، أمضى بينت عامًا في جنوب إفريقيا، من خلال التحقيق في بعض الآثار في Mashonaland ، لإلقاء الضوء على السؤال المزعج حول أصلهم وعلى التاريخ المبكر لـ شرق إفريقيا. في عام 1891، قام مع المساح روبرت إم دبليو سوان بأول فحص تفصيلي لـ زيمبابوي العظمى. وصف بنت عمله في مدن ماشونالاند المدمرة (1892). في عام 1893، قام بالتحقيق في أنقاض أكسوم وأماكن أخرى في شمال إثيوبيا، والتي سبق أن عُرفت جزئيًا من خلال أبحاث هنري سالت وغيرها. يقدم كتابه «المدينة المقدسة للإثيوبيين» (1893) سردًا لهذه الرحلة الاستكشافية.
زار بنت الآن في خطر كبير البلد المجهول تقريبًا حضرموت (1893–1894)، وخلال ذلك ورحلات لاحقة في جنوب شبه الجزيرة العربية درس التاريخ القديم للبلاد وخصائصها المادية وحالتها الفعلية. على الساحل ظفار في 1894-1895 زار الآثار التي حددها مع تجار اللبان. في عام 1895 1896، قام بفحص جزء من الساحل الأفريقي للبحر الأحمر، ووجد هناك أنقاض منجم ذهب قديم للغاية وآثار لما اعتبره تأثير "6>سابين. بينما كانت في رحلة أخرى في جنوب شبه الجزيرة العربية وسقطرى (1896 - 1897)، أصيب بنت بـ حمى الملاريا وتوفي في لندن في 5 مايو 1897، بعد أيام قليلة من عودته.
مابل، التي ساهمت بمهاراتها كمصورة وبطرق أخرى في نجاح رحلات زوجها، نشرت عام 1900 جنوب الجزيرة العربية، السودان وسكوترا، والتي سجلت النتائج من رحلتهم الأخيرة في تلك المناطق. الاستنتاجات التي توصل إليها بنت فيما يتعلق بالأصل السامي للآثار في ماشونالاند لم يقبلها علماء الآثار.